# MBCGame
MBC Game è stata una rete televisiva via cavo sudcoreana, di proprietà della MBC Plus Media, specializzata in trasmissioni riguardanti i videogiochi, come competizioni professionali di StarCraft: Brood War. 
Il canale ha smesso di trasmettere il 31 gennaio 2012, sostituito da MBC Music.